# 손스타 (프로게이머)
손스타(본명: 손승익, 1994년 8월 31일 ~ )는 대한민국의 전직 리그 오브 레전드 프로게이머이다. 프로게임단 지도자로 활동했다. 선수 시절 포지션은 AD 캐리였으며 아이디는 Sonstar를 사용했다.

## 선수 시절
2012년 DUG에 입단하면서 선수 커리어를 시작했다.
2013년 5월, KT 롤스터 애로우즈에 입단했다.
2014년 5월, IM의 2팀에 입단했다. 2014시즌에는 무난한 모습을 보여주었다.
2015시즌을 앞두고 IM의 통합팀에 합류했다. 스프링 시즌 팀의 주전 원딜러로 활동했다. 서머 시즌에서는 로어에게 주전 경쟁이 밀리며 서브 선수로 활동했다.
2016년 2월, 자이언츠 게이밍에 입단했다. 스프링 시즌 잔여 경기에 출전했지만 팀은 승강전으로 내려갔다. 승강전에서 팀의 잔류에 기여했다. 서머 시즌 동안 팀의 주전으로 활동했다.

## 지도자 생활
2017시즌을 앞두고 자이언츠 게이밍의 전략 코치로 부임했다.
2017년 5월, 팀 오로라의 코치로 부임했다.
2018시즌을 앞두고 KT 롤스터의 코치로 부임했다.

## 소속팀

### 선수
| # | 팀명                   | 소속 기간             | 소속 리그 | 비고 |
| - | ---------------------- | --------------------- | --------- | ---- |
| 1 | DUG                    | 2012.11               |           |      |
| 2 | KT 롤스터 애로우즈     | 2013.05.31~2013.10.05 | LCK       |      |
| 3 | Incredible Miracle 2팀 | 2014.05.28~2015.12.05 | LCK       |      |
| 3 | 자이언츠 게이밍        | 2016.02.29~2016.10.07 | LEC       |      |

### 지도자
| # | 팀명            | 직책      | 소속 기간             | 소속 리그 | 비고 |
| - | --------------- | --------- | --------------------- | --------- | ---- |
| 1 | 자이언츠 게이밍 | 전략 코치 | 2017.01.19~2017.05.06 | LEC       |      |
| 2 | 팀 오로라       | 코치      | 2017.05.14~2017.11.07 | TCL       |      |
| 3 | KT 롤스터       | 코치      | 2017.12.06~2019.11.15 | LCK       |      |

## 수상 내역

### 선수
- 국제 e-스포츠 컬쳐 페스티벌 2014 우승
- 네네치킨 리그 오브 레전드 챌린저스 코리아 서머 2015 리그 2 준우승

### 지도자
- 리그 오브 레전드 챔피언스 코리아 서머 2018 우승
- 리그 오브 레전드 월드 챔피언십 2018 8강